# Mahemdavad
Mahemdavad là một thành phố và khu đô thị của quận Kheda thuộc bang Gujarat, Ấn Độ.

## Địa lý
Mahemdavad có vị trí 22°50′B 72°46′Đ / 22,83°B 72,77°Đ Nó có độ cao trung bình là 33 mét (108 feet).

## Nhân khẩu
Theo điều tra dân số năm 2001 của Ấn Độ, Mahemdavad có dân số 30.769 người. Phái nam chiếm 52% tổng số dân và phái nữ chiếm 48%. Mahemdavad có tỷ lệ 70% biết đọc biết viết, cao hơn tỷ lệ trung bình toàn quốc là 59,5%: tỷ lệ cho phái nam là 77%, và tỷ lệ cho phái nữ là 63%. Tại Mahemdavad, 12% dân số nhỏ hơn 6 tuổi.